# Ralph Lutz
Ralph Lutz (* 1915 in Meiningen; † 1993 in Bremen) war ein deutscher Tiefbauingenieur sowie Hafenbau- und Senatsbaudirektor in Bremen.

## Biografie
Lutz war der Sohn des Architekten Jacob Lutz und einer jüdischen Mutter. Nach dem Abitur war er Praktikant, dann im Reichsarbeitsdienst und danach studierte er Bauingenieurwesen an der Technischen Hochschule Darmstadt und der Technischen Hochschule München. 1940 diente er kurzzeitig als Soldat, wurde aber als „Halbjude“ wieder entlassen und war in Frankfurt am Main und Bremen als Ingenieur tätig. Bald darauf wurde er in das Arbeitslager in Farge und dann in das Lager Duingen eingewiesen. Er konnte im April 1945 fliehen. Nach dem Zweiten Weltkrieg erhielt er eine Anstellung beim Hafenbauamt Bremen, wurde dort Abteilungsleiter, dann Hafenbaudirektor und schließlich Senatsbaudirektor beim Senator für Häfen Schifffahrt und Verkehr. Er hatte maßgeblich an der Konzeption und der Planung des Container-Terminals Bremerhaven mitgewirkt, wobei 1969/1970 Schwierigkeiten beim Bau zu überwinden waren. 1973 trat er aus gesundheitlichen Gründen in den Ruhestand.